# Temporada de furacões no oceano Atlântico de 1986
A temporada de furacões no Atlântico de 1986 foi um evento no ciclo anual de formação de ciclones tropicais. A temporada começou em 1 de junho e terminou em 30 de novembro de 1986. Estas datas delimitam convencionalmente o período de cada ano quando a maioria dos ciclones tropicais tende a se formar na bacia do Atlântico.
A atividade da temporada de furacões no Atlântico de 1986 ficou bem abaixo da média, com um total de 6 tempestades dotadas de nome e quatro furacões, sendo que nenhum destes atingiu a intensidade igual ou superior a um furacão de categoria 3 na escala de furacões de Saffir-Simpson.
No início de junho, a tempestade tropical Andrew causou uma fatalidade enquanto passava ao largo da costa leste dos Estados Unidos, embora causasse 49 mortes quando ainda era uma perturbação tropical ao passar pela Jamaica. Dias depois, o Bonnie atingiu a costa do Texas, Estados Unidos, causando 2 milhões de dólares em danos e duas fatalidades. O furacão Charley foi o sistema mais custoso da temporada, causando 16 fatalidades e 15 milhões de dólares em danos enquanto passava ao largo da costa leste americana. Seu sistema extratropical remanescente trouxe chuvas torrenciais para as ilhas Britânicas, causando outras 11 fatalidades. A tempestade tropical Danielle causou quase 10 milhões de dólares em danos ao passar pelas Pequenas Antilhas.

## Nomes das tempestades
Os nomes abaixo foram usados para dar nomes às tempestades que se formaram no Atlântico Norte em 1986. Esta é a mesma lista usada na temporada de 1980, exceto por Andrew, que substituiu Allen.
| - Andrew - Bonnie - Charley - Danielle - Earl - Frances - Georges (sem usar) | - Hermine (sem usar) - Ivan (sem usar) - Jeanne (sem usar) - Karl (sem usar) - Lisa (sem usar) - Mitch (sem usar) - Nicole (sem usar) | - Otto (sem usar) - Paula (sem usar) - Richard (sem usar) - Shary (sem usar) - Tomas (sem usar) - Virginie (sem usar) - Walter (sem usar) |

Devido à relativa ausência de impactos, nenhum nome foi retirado da lista, que foi usada integralmente na temporada de 1992.